# Jovanović
Jovanović ist ein patronymischer Familienname, der vom Namen Jovan (Johann) hergeleitet wird (Sohn des Jovan). Er ist ein Familienname.

## Herkunft
Jovanović, serbisch-kyrillisch Јовановић, Patronym zu Jovan; eingedeutscht bzw. anglisiert auch Jovanovic; bulgarische Variante Йованович (Jowanowitsch, transliteriert Jovanovič).

## Namensträger

### A
- Aleksandar Jovanovic (* 1971), deutscher Filmschauspieler
- Aleksandar Jovanović (Fußballspieler, 1984) (* 1984), serbischer Fußballspieler
- Aleksandar Jovanović (Fußballspieler, August 1989) (* 1989), australisch-serbischer Fußballspieler
- Aleksandar Jovanović (Fußballspieler, November 1989) (* 1989), montenegrinischer Fußballspieler
- Aleksandar Jovanović (Fußballspieler, 1992) (* 1992), serbischer Fußballspieler
- Ana Jovanović (* 1984), serbische Tennisspielerin
- Anastas Jovanović (1817–1899), serbischer Grafiker und Fotograf
- Arsenije Jovanović (1932–2025), jugoslawischer Regisseur und Schauspiellehrer
- Arso Jovanović (1907–1948), jugoslawischer General

### B
- Biljana Jovanović (Sängerin), serbische Sängerin (Mezzosopran)
- Biljana Jovanović (Schriftstellerin) (1953–1996), serbische Schriftstellerin, Friedensaktivistin und Feministin
- Biljana Jovanović Gavrilović (* 1953), serbische Hochschullehrerin (Ökonomie)
- Blažo Jovanović (1907–1976), jugoslawischer Politiker
- Bojan Jovanović (* 1975), slowenischer Fußballtorwart
- Boris Jovanović (* 1972), jugoslawisch-serbisch-montenegrinischer Fußballtorwart
- Borislav Jovanović (Schriftsteller) (* 1941), montenegrinischer Schriftsteller und Kritiker
- Borislav Jovanović (Fußballspieler) (* 1986), serbischer Fußballspieler
- Boro Jovanović (1939–2023), jugoslawischer Tennisspieler
- Boyan Jovanovic (* 1951), serbischer Ökonom
- Branislav Jovanović (* 1985), serbischer Fußballspieler
- Branko Jovanović (Politiker) (1868–1921), jugoslawischer Politiker
- Branko Jovanović (Fußballspieler), kroatischer Fußballspieler

### C
- Čedomir Jovanović (* 1971), serbischer Politiker (LDP)

### D
- Daniel Jovanović (* 1988), schwedischer Fußballspieler
- Đoka Jovanović (1860–1902), serbischer Zoologe und Mediziner
- Đorđe Jovanović (Bildhauer) (1861–1953), jugoslawischer Bildhauer
- Đorđe Jovanović (Forstwissenschaftler) (1875–1959), jugoslawischer Forstwissenschaftler
- Đorđe Jovanović (Literaturkritiker) (1909–1943), jugoslawischer Literaturkritiker
- Đorđe Jovanović (Fußballspieler) (* 1999), serbischer Fußballspieler
- Dragan Jovanović (Fußballspieler, 1903) (1903–1936), jugoslawischer Fußballspieler
- Dragan Jovanović (Journalist) (* 1947), serbischer Journalist und Politiker
- Dragan Jovanović (Wasserballspieler), jugoslawischer Wasserballspieler
- Dragan Jovanović (Fußballspieler, 1982) (* 1982), serbischer Fußballspieler
- Dragan Jovanović (Fußballtrainer, 1961) (* 1961), serbischer Fußballtrainer
- Dragoljub Jovanović (1891–1970), jugoslawischer Physiker
- Dušan Jovanović (Mediziner) (1922–2009), jugoslawischer Mediziner
- Dušan Jovanović (Schauspieler) (1932–2015), jugoslawischer bzw. serbischer Schauspieler und Regisseur
- Dušan Jovanović (Dramatiker) (1939–2020), jugoslawischer bzw. slowenischer Dramatiker und Regisseur
- Dušan Jovanović (Fußballspieler) (1946–2013), jugoslawischer Fußballspieler
- Dušan Jovanović (Schachspieler) (* 1982), serbischer Schachspieler

### G
- Gianni Jovanovic (* 1978), deutscher Unternehmer, Aktivist, Künstler, Autor
- Goran Jovanović (Fußballspieler, 1972) (* 1972), serbisch-montenegrinischer Fußballspieler
- Goran Jovanović (Fußballspieler, 1977) (* 1977), serbisch-montenegrinischer Fußballspieler

### I
- Igor Jovanović (* 1989), kroatisch-deutscher Fußballspieler
- Ilija Jovanović (1950–2010), serbischer Schriftsteller
- Ivan Jovanović (Fußballspieler, 1962) (* 1962), jugoslawischer Fußballspieler und -trainer
- Ivan Jovanović (Fußballspieler, 1978) (* 1978), serbischer Fußballspieler
- Ivan Jovanović (Fußballspieler, 1990) (* 1990), serbischer Fußballspieler
- Ivan Jovanović (Radsportler), serbischer Cyclocross-Fahrer
- Ivica Jovanović (* 1987), serbischer Fußballspieler

### J
- Jovan Jovanović (Bischof) (1732–1805), orthodoxer Bischof von Novi Sad
- Jovan Jovanović (Petrologe) (* 1934), jugoslawischer Petrologe
- Jovan Jovanović (Regisseur) (* 1940), jugoslawischer Regisseur und Drehbuchautor
- Jovan Jovanović (Fußballspieler) (* 1985), serbisch-montenegrinischer Fußballspieler
- Jovan Jovanović (Ruderer) (* 1991), serbisch-montenegrinischer Ruderer
- Jovan Jovanović Zmaj (1833–1904), serbischer Dichter
- Jovan Jovanović Pižon (1869–1939), serbischer Politiker und Schriftsteller

### K
- Karola Jovanović (1879–1958), jugoslawische Sängerin (Sopran)
- Karolina Jovanović (* 1988), serbische Tennisspielerin
- Katarina Jovanović-Blagojević (1943–2021), jugoslawische Schachspielerin
- Konstantin Jovanovič (1849–1923), bulgarisch-schweizerischer Architekt

### L
- Lazar Jovanović (Sportschütze) (1898–1975), jugoslawischer Sportschütze
- Lazar Jovanović (Sänger) (1911–1962), jugoslawischer Sänger (Tenor)
- Lazar Jovanović (Fußballspieler) (* 1993), serbischer Fußballspieler
- Ljubiša Jovanović (1909–1971), jugoslawischer Schauspieler
- Ljubomir Jovanović (1865–1928), jugoslawischer Politiker und Historiker
- Luka Jovanović, montenegrinischer Fußballspieler

### M
- Marija Jovanović (Schriftstellerin) (* 1959), serbische Schriftstellerin
- Marija Jovanović (Handballspielerin) (* 1985), montenegrinische Handballspielerin
- Marija Jovanović (Handballspielerin, 1995) (* 1995), serbische Handballspielerin
- Marko Jovanović (Fußballspieler, 1978) (* 1978), serbischer Fußballspieler
- Marko Jovanović (Fußballspieler, 1982) (* 1982), montenegrinischer Fußballspieler
- Marko Jovanović (Basketballspieler) (* 1982), serbischer Basketballspieler
- Marko Jovanović (Fußballspieler, 1988) (* 1988), serbischer Fußballspieler
- Maša Jovanović (* 1994), australische Tennisspielerin
- Mihailo Jovanović (1855–1944), serbischer Jurist
- Mihajlo Jovanović, serbisch-montenegrinischer Fußballspieler
- Mikan Jovanović (eigentlich Miodrag Jovanović; * 1947), jugoslawischer Fußballspieler
- Milan Jovanović (Kraftsportler) (Strongman; * 1970), serbischer Kraftsportler
- Milan Jovanović (Fußballspieler, 1981) (* 1981), serbischer Fußballspieler
- Milan Jovanović (Fußballspieler, Juli 1983) (* 1983), montenegrinischer Fußballspieler
- Milan Jovanović (Fußballspieler, Oktober 1983) (* 1983), serbischer Fußballspieler
- Milan Jovanović (Leichtathlet) (* 1984), serbischer Kugelstoßer
- Milan Jovanović (Fußballspieler, 1991) (* 1991), serbischer Fußballspieler
- Milan Jovanović (Handballspieler) (* 1998), serbischer Handballspieler
- Milan Jovanović-Batut (1847–1940), serbischer Arzt und Publizist
- Milan Jovanović Morski (1834–1896), serbischer Schriftsteller und Mediziner
- Milić Jovanović (* 1966), jugoslawischer Fußballtorwart und -trainer
- Milica Jovanović (* 1983), deutsch-serbische Sängerin
- Milivoje Jovanović (* 1930), jugoslawischer Literaturwissenschaftler
- Milorad Jovanović (Sänger) (1897–1966), jugoslawischer Opernsänger (Bassbariton) und Musikpädagoge
- Milorad Jovanović (Journalist) (* 1951), jugoslawischer bzw. serbischer Journalist, Politiker und Musiker
- Miloš Jovanović (Fußballspieler, 1987) (* 1987), serbischer Fußballspieler
- Miloš Jovanović (Fußballspieler, 1988) (* 1988), montenegrinischer Fußballspieler
- Milovan Jovanović (1917–1992), jugoslawischer Veterinärmediziner
- Miodrag Jovanović (Fußballspieler, 1922) (1922–2009), jugoslawischer Fußballspieler
- Miodrag Jovanović (Kunsthistoriker) (* 1932), jugoslawischer Kunsthistoriker
- Miodrag Jovanović (Ökonom) (* 1935), jugoslawischer Ökonom
- Miodrag Jovanović, eigentlicher Name von Mikan Jovanović (* 1947), jugoslawischer Fußballspieler
- Miodrag Jovanović (Fußballspieler, 1977) (* 1977), serbischer Fußballspieler
- Miodrag Jovanović (Fußballspieler, 1986) (* 1986), serbischer Fußballspieler
- Mirko Jovanović (* 1971), jugoslawischer Fußballspieler
- Miroje Jovanović (* 1987), montenegrinischer Fußballspieler
- Miroslav Jovanović (Architekt), jugoslawischer Architekt
- Miroslav Jovanović (Historiker) (1962–2014), serbischer Historiker
- Miroslav Jovanović (Fußballspieler) (* 1988), serbischer Fußballspieler
- Miroslav N. Jovanović (* 1957), serbischer Wirtschaftswissenschaftler
- Miško Jovanović († 1915), Helfer der Attentäter beim Attentat auf den österreichisch-ungarischen Thronfolger 1914, siehe Attentat von Sarajevo
- Mladan Jovanovic (* 1993), österreichischer Handballspieler
- Mlađan Jovanović (* 1986), serbischer Fußballspieler
- Mladen Jovanović (* 1933), jugoslawischer Agrarwissenschaftler

### N
- Nadežda Jovanović (* 1931), jugoslawische Historikerin
- Nebojša Jovanović (* 1983), serbischer Radrennfahrer
- Nedeljko Jovanović (* 1970), serbisch-deutscher Handballspieler
- Nemanja Jovanović (Musiker) (* 1973), serbischer Jazzmusiker
- Nemanja Jovanović (Fußballspieler) (* 1984), serbischer Fußballspieler
- Nenad Jovanović (Fußballspieler, 1979) (* 1979), österreichischer Fußballspieler
- Nenad Jovanović (Fußballspieler, 1984) (* 1984), serbischer Fußballspieler
- Nenad Jovanović (Fußballspieler, 1988) (* 1988), serbisch-mazedonischer Fußballspieler
- Nenad Jovanović (Fußballspieler, 1989) (* 1989), serbischer Fußballspieler
- Nikola Jovanović (Politiker) (* 1948), Serbischer Politiker, Mitglied der Nationalversammlung
- Nikola Jovanović (Fußballspieler) (* 1952), jugoslawischer Fußballspieler
- Nikola Jovanović (Basketballspieler) (* 1982), deutscher Basketballspieler
- Nikola Jovanović (Taekwondoin) (* 1990), serbische Taekwondoin

### O
- Olga Jovanović (1925–2003), jugoslawische Pianistin
- Olga Jovanovic (* 1980), Dozentin an der Veterinärmedizinischen Universität Wien, Abteilung für Physiologie und Biophysik, Department für Biomedizinische Wissenschaften

### P
- Paja Jovanović (1859–1957), serbischer Maler
- Patrick Jovanovic (* 1973), österreichischer Fußballspieler
- Pavle Jovanovic (1977–2020), US-amerikanischer Bobsportler
- Petar Jovanović (Metropolit) (1800–1864), Metropolit von Belgrad und ganz Serbien 1833–1858
- Petar Jovanović (Geograph) (1893–1957), jugoslawischer Geograph
- Petar Jovanović (Geologe) (* 1932), jugoslawischer Geologe
- Petar Jovanović (Ökonom) (* 1943), jugoslawisch-serbischer Ökonom
- Petar Jovanović (Fußballspieler) (* 1982), bosnisch-herzegowinisch-serbischer Fußballspieler
- Predrag Jovanović (* 1965), jugoslawischer Fußballspieler

### R
- Radmila Jovanović (* 1928), jugoslawische Chemikerin
- Radmilo Jovanović (* 1932), jugoslawischer Gynäkologe
- Ranisav Jovanović (* 1980), serbisch-montenegrinisch-deutscher Fußballspieler

### S
- Sanda Jovanović (* 1993), serbische Fußballspielerin
- Sanja Jovanović (* 1986), kroatische Schwimmerin
- Saša Jovanović (Volleyballspieler), österreichischer Volleyballspieler und -trainer serbischer Abstammung
- Saša Jovanović (Fußballspieler, 1974) (* 1974), serbisch-montenegrinischer Fußballspieler und -trainer
- Saša Jovanović (Fußballspieler, 1979) (* 1979), serbischer Fußballspieler
- Saša Jovanović (Kickboxer) (* 1984), serbisch-österreichischer Kampfsportler
- Saša Jovanović (Fußballspieler, 1988) (* 1988), serbischer Fußballspieler
- Saša Jovanović (Fußballspieler, 1991) (* 1991), serbischer Fußballspieler
- Saša Jovanović (Fußballspieler, 1993) (* 1993), serbischer Fußballspieler
- Sergije Jovanović (* 1958), deutscher Mediziner
- Siniša Jovanović (* 1971), serbisch-montenegrinischer Fußballspieler
- Slavko Jovanović (1887–1964), jugoslawischer Filmpionier
- Slobodan Jovanović (Politiker) (1869–1958), jugoslawischer Jurist, Historiker und Politiker
- Slobodan Jovanović (Fußballspieler) (* 1949), jugoslawisch-serbisch-australischer Fußballspieler und -trainer
- Slobodan Ž. Jovanović (1945–2016), serbischer Filmregisseur und Drehbuchautor
- Sofija-Soja Jovanović (1922–2002), jugoslawische Regisseurin
- Srđan Jovanović (* 1986), serbischer Fußballschiedsrichter
- Stefan Jovanović, serbischer Fußballspieler
- Stefan Jovanovic (* 1995), serbischer Handballspieler
- Stephan von Jovanović (1828–1885), österreichischer Feldmarschallleutnant
- Stojanka Jovanović (1873–1905), sozialistische Publizistin

### T
- Toša Jovanović (1845–1893), serbischer Schauspieler

### V
- Vasilije Jovanović (1610–1671), Heiliger der Serbisch-Orthodoxen Kirche, siehe Vasilije Ostroški
- Vasilije Jovanović (Fußballspieler) (* 1955), jugoslawischer Fußballspieler
- Vasilje Jovanović (1874–??), jugoslawischer Politiker
- Velimir Jovanović (* 1987), serbischer Fußballspieler
- Vladimir Jovanović (Politiker) (1833–1922), serbischer Staatsmann und Schriftsteller
- Vladimir Jovanović (Jurist) (* 1923), jugoslawischer Jurist
- Vladimir Jovanović (Komponist) (* 1937), serbischer Komponist
- Vladimir Jovanović (Basketballtrainer) (* 1984), serbischer Basketballtrainer
- Vladimir Jovanović (Fußballspieler) (* 1986), serbischer Fußballspieler
- Vladislav Jovanović (* 1933), serbischer Politiker
- Vlastimir Jovanović (* 1985), bosnisch-herzegowinischer Fußballspieler
- Vojin Jovanović (* 1949), jugoslawischer Fußballspieler
- Vukašin Jovanović (* 1996), serbischer Fußballspieler

### Z
- Željko Jovanović (* 1965), kroatischer Politiker
- Zoran Jovanović (Pianist) (* 1936), jugoslawischer Pianist und Komponist
- Zoran Jovanović (Trickfilmzeichner) (* 1938), jugoslawischer Trickfilmzeichner
- Zoran Jovanović (Grafiker) (1942–2016), jugoslawischer bzw. serbischer Grafiker
- Zoran Jovanović (Aktivist) (1949), serbischer Sozialaktivist
- Zoran Jovanović (Handballspieler), jugoslawischer Handballspieler
- Zoran Jovanović (Basketballspieler) (* 1965), jugoslawischer Basketballspieler
- Zoran Jovanović (Fußballspieler, 1969) (* 1969), serbischer Fußballspieler
- Zoran Jovanović (Schachspieler) (* 1979), kroatischer Schachspieler
- Zoran Jovanović (Volleyballspieler) (* 1984), serbischer Volleyballspieler
- Zoran Jovanović (Fußballspieler, 1986) (* 1986), schwedischer Fußballspieler
- Zoran Jovanović (Boxer), jugoslawischer Boxer
- Zvezdan Jovanović (* 1965), serbischer Scharfschütze und Mörder